# Darek Karp
Darek Karp (ur. 5 września 1964 w Augustowie) – polski przyrodnik, pisarz i fotograf.
Darek Karp jest znany jako biebrzański Indianin zwany Szarym Wilkiem. Pracuje w Biebrzańskim Parku Narodowym jako strażnik obwodu ochronnego w Basenie Środkowym Północ (Grzędy, Czerwone Bagno, Piekielne Wrota). Od urodzenia związany z Puszczą Augustowską i Bagnami Biebrzańskimi.
Autor ok. dwóch tysięcy publikacji w czasopismach polskich i zagranicznych. Pierwsze publikacje ukazały się w roku 1982 w magazynie „Wszechświat”, następne w wielu innych pismach przyrodniczych i nie tylko przyrodniczych. 
Wykonuje zdjęcia dla kilku agencji fotografii przyrodniczej oraz wielu wydawnictw. Do najważniejszych można zaliczyć „National Geographic”, BBC, Animals. Pisze artykuły o zwierzętach dla magazynów „Weranda Country”, „Wiedza i Życie” i kilku innych.
Mieszka wraz z żoną i trójką dzieci w lesie na terenie Biebrzańskiego Parku Narodowego w drewnianym domu stylizowanym na indiańską chatę nazywanym „Domem Trapera”. Prowadzi również całoroczną agroturystykę.